# اروین هادویچ
اروین هادویچ (انگلیسی: Erwin Hadewicz؛ زادهٔ ۲ آوریل ۱۹۵۱) بازیکن فوتبال اهل آلمان است.
از باشگاه‌هایی که در آن بازی کرده‌است می‌توان به باشگاه فوتبال بایرن مونیخ، باشگاه فوتبال اشتوتگارت، و باشگاه فوتبال وی‌اف‌آر آلن اشاره کرد.
وی همچنین در تیم ملی فوتبال West Germany B بازی کرده‌است.